# Alexandru Dan
Alexandru Dan (ur. 26 lipca 1907 w Mülheim an der Ruhr, zm. w 2007 w Reșicie) – rumuński gimnastyk. Uczestnik Igrzysk Olimpijskich w 1936 w Berlinie. Na igrzyskach olimpijskich zajął 105. miejsce w wieloboju gimnastycznym.